# Takuya Shiihara
Takuya Shiihara (født 9. juli 1980) er en tidligere japansk fodboldspiller.
Han har spillet for flere forskellige klubber i sin karriere, herunder JEF United Ichihara og Mito HollyHock.